# Sven Melander (musiklärare)
Sven Erik Melander, född 1 mars 1924 i Umeå, död 2 februari 1992 i Linköping, var en svensk musikdirektör.
Melander, som var son till musikhandlare Thure Melander och Alma Östberg, avlade musikpedagogisk examen vid Kungliga Musikhögskolan 1950 och musiklärarexamen 1952. Han blev kommunal musikledare i Hallstahammar 1951, i Östersund 1954, musiklärare vid högre allmänna läroverket i Jönköping 1960 och var kommunal musikledare i Umeå från 1963. Från 1974 fram till sin död var han biträdande musikledare i Linköping.
Han var förste förbundsdirigent för Norrlands sångarförbund från 1955, dirigent för Norrlandskören vid konsertturnéer i Norge 1960, i USA 1962 och för Umeå Studentkör 1964–1967. Han tilldelades Jämtlands läns körförbunds förtjänstmedalj, Jämtlands läns sångarförbunds förtjänstmedalj och American Union of Swedish Singers hedersmedalj.